# Xã Hanover, Quận Luzerne, Pennsylvania
Xã Hanover (tiếng Anh: Hanover Township) là một xã thuộc quận Luzerne, tiểu bang Pennsylvania, Hoa Kỳ. Năm 2010, dân số của xã này là 11.076 người.